# Schizopelex rhamnes
Schizopelex rhamnes là một loài Trichoptera trong họ Sericostomatidae. Chúng phân bố ở miền Cổ bắc.